# Astropecten huepferi
Astropecten huepferi is een kamster uit de familie Astropectinidae.
De wetenschappelijke naam van de soort werd in 1914 gepubliceerd door René Koehler.